# Jerry Fodor

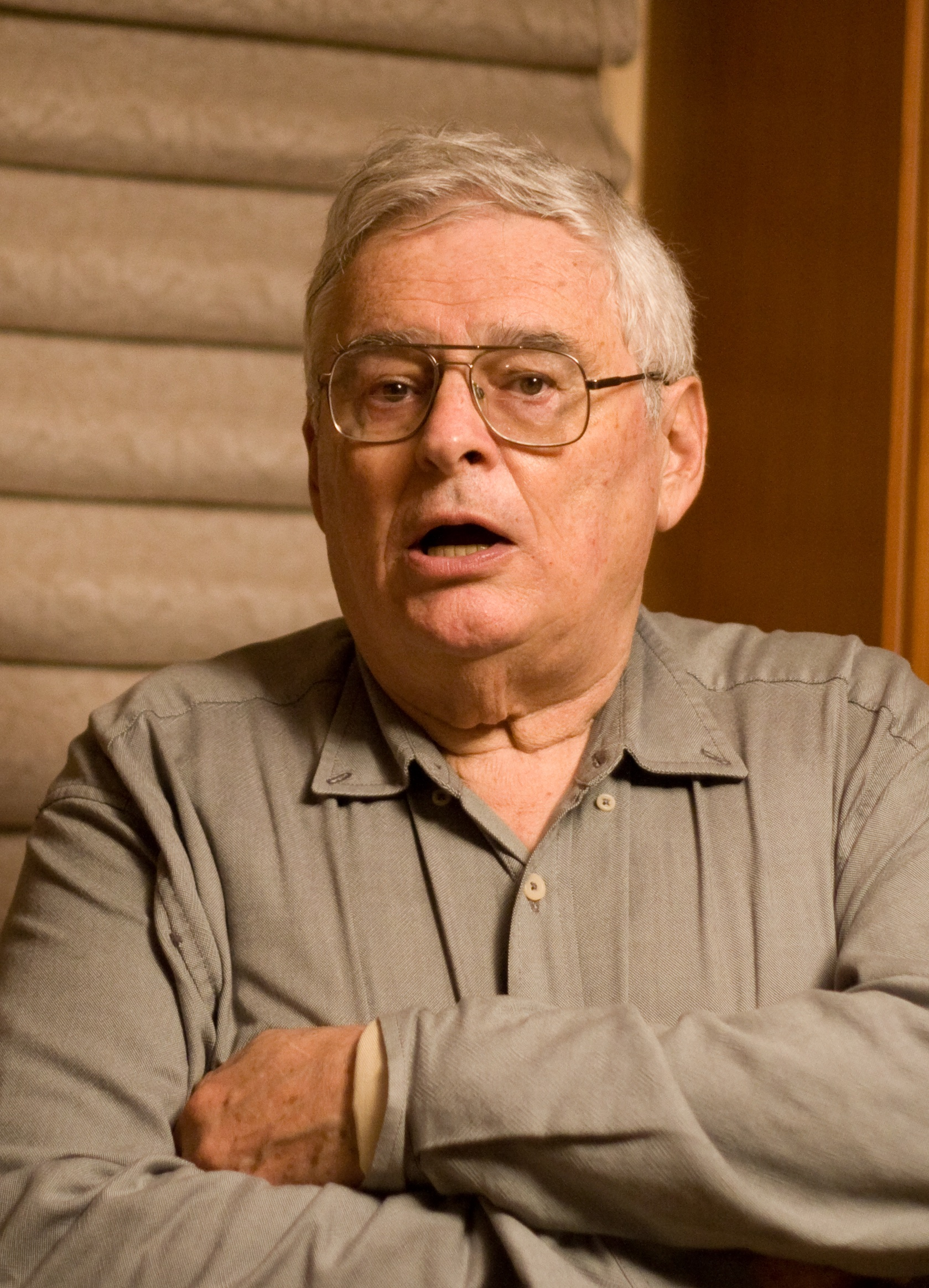
Jerry Fodor in 2007

Jerry Alan Fodor (New York, 22 april 1935 – aldaar, 29 november 2017) was een Amerikaans filosoof en cognitief wetenschapper. Fodor was tot zijn emeritaat in 2016 professor in de filosofie en de cognitieve wetenschap aan de Rutgers University in New Jersey. Hij schreef verschillende boeken op het gebied van de filosofie van de geest en de cognitiewetenschap, waarin hij onder andere de hypotheses presenteerde van de "modulariteit van de geest" (Engels modularity of mind) en de "taal van de gedachten" (Engels language of thought).

## Biografie
Fodor studeerde vanaf 1952 aan de Columbia-universiteit, waar hij in 1956 een afstudeerde, en verder aan de Princeton-universiteit, waar hij in 1960 promoveerde onder leiding van Hilary Putnam, en hierna nog verder aan de Universiteit van Oxford tot in 1961. Van 1959 tot 1986 werkte Fodor aan de MIT, vanaf 1961 als professor in de filosofie. Sinds 1988 is hij professor in de filosofie en de cognitieve wetenschap aan de Rutgers University in New Jersey. Naast zijn interesse in de filosofie is Fodor een gepassioneerd operaliefhebber en schrijft hierover regelmatige een populaire column in de "London Review of Books".

Een van Fodors opmerkelijkste voormalige collega's, de "nieuw mysterianisme"-filosoof Colin McGinn, beschreef Fodor als "een zachtaardig man in een robuust lichaam, geneigd tot een nog robuustere vorm van argumenteren. Hij is tegelijkertijd verlegen en welbespraakt, een formidabele polemist belast met een gevoelige ziel. Het oneens zijn met hem over filosofische onderwerpen, die na aan zijn hart liggen, kan een geselende ervaring zijn. Zijn snelle geest, inventiviteit en geslepen getuigenis zijn niet voor de poes voor je eerste kop koffie 's morgens. Fodors toetreding tot de Rutgers universiteit heeft deze universiteit op de kaart gezet, door Fodors reputaties als 's werelds meest vooraanstaande vertegenwoordiger van de filosofie van de geest."
Fodor was lid van de respectabele "Phi Beta Kappa Society" en van de American Academy of Arts and Sciences. Hij ontving vele prijzen en onderscheidingen, waaronder de New York State Regent's Fellow, de Woodrow Wilson Fellow (Princeton University), de Chancellor Greene Fellow (Princeton University), de Fulbright Fellow (Oxford University), en als eerste de Jean Nicod Prijs in 1993. Hij is verder fellow aan de Center for Advanced Study in the Behavioral Sciences, en een Guggenheim Fellow.
Hij overleed in 2017 op 82-jarige leeftijd.

## Werk algemeen
Fodor is actief op het gebied van de filosofie van de geest en de cognitiewetenschap, waarin hij onder andere de hypotheses presenteerde van de "modulariteit van de geest" (Engels modularity of mind) en de "taal van de gedachten" (Engels language of thought (LOT)).
Volgens Fodor zijn mentale toestanden, zoals geloof en verlangens, een relatie tussen het individu en mentale representatie. Hij beweert dat deze representaties alleen correct verklaard kunnen worden in termen van een zogenaamde "taal van de gedachten" in de geest. Verder is deze "taal van de gedachten" een werkelijk bestaand ding, dat gecodificeerd is door de geest, en niet alleen bruikbaar als een verklaringsmodel. Fodor houdt vast aan een vorm van functionalisme in de filosofie van de geest, en houdt vol dat denken en andere mentale processen primair bestaan uit computationele operaties op de syntaxis van de representatie, waaruit de "taal van de gedachten" bestaan.
Volgens Fodor zijn significante delen van de geest, zoals de waarneming en taalkundige processen, gestructureerd in termen van de "modulariteit van de geest" (Engels modularity of mind), ofwel "organen", die gedefinieerd zijn door hun causale en functionele rol. Deze modulen zijn relatief onafhankelijk van elkaar en van het centrale verwerkingsgedeelte van de geest, die een meer globaal en minder "domein specifiek"-karakter heeft. Fodor suggereert verder dat het karakter van deze modules de mogelijkheid van causale relaties met externe objecten mogelijk maakt. Aan de andere kant maakt dit het in mentale toestanden mogelijk om inhoud te hebben over dingen in de wereld. Het centrale verwerking gedeelte, aan de andere kant, verzorgt de logische relatie tussen de verschillende inhoud en de inputs en outputs.
Alhoewel Fodor oorspronkelijk het idee afwees, dat mentale toestanden bepalende causale externe factoren moet hebben, heeft hij in de laatste jaren veel geschriften gewijd aan de taalfilosofie, juist door het probleem met de betekenis en referentie van mentale inhouden. Zijn bijdragen op dit gebied omvatten de zogenaamde "asymmetrische causale theorie van referenties" en verder vele argumenten tegen het semantisch holisme. Fodor is ook sterk gekant tegen de reductionistische claims over de geest. Hij beargumenteert, dat de mentale toestanden meervoudig realiseerbaar zijn en dat er een hiërarchie aan verklarende niveaus in de wetenschap zijn, zoals de generalisatie en de wetten van een hoger-niveautheorie van de psychologie of de taalkunde, bijvoorbeeld, die de lagere-niveauverklaringen van het gedrag van neuronen en synapsen niet kunnen bevatten.

## Publicaties
- 1964, The Structure of Language, with Jerrold Katz (eds.), Prentice Hall.
- 1968, Psychological Explanation, Random House.
- 1974, The Psychology of Language, with T. Bever and M. Garrett, McGraw Hill.
- 1975, The Language of Thought, Harvard University Press.
- 1979, Representations: Essays on the Foundations of Cognitive Science, Harvard Press (UK) and MIT Press (US).
- 1989, Psychosemantics: The Problem of Meaning in the Philosophy of Mind.
- 1989, The Modularity of Mind: An Essay on Faculty Psychology.
- 1990, A Theory of Content and Other Essays, MIT Press.
- 1993, Holism: A Consumer Update, (ed. with E. Lepore), Grazer Philosophische Studien, Vol 46. Rodopi, Amsterdam.
- 1994, The Elm and the Expert, Mentalese and its Semantics, (The 1993 Jean Nicod Lectures), MIT Press.
- 1998, In Critical Condition, MIT Press.
- 1998, Concepts: Where Cognitive Science Went Wrong, (The 1996 John Locke Lectures), Oxford University Press. ((PDF book))
- 2000, The Mind Doesn't Work That Way: The Scope and Limits of Computational Psychology, MIT Press.
- 2002, The Compositionality Papers , (with E. Lepore), Oxford University Press.
- 2003, Hume Variations, Oxford University Press.
- 2010, What Darwin Got Wrong, London: Profile Books.